# 심징
심징(沈澄, ? ~ 1432년 4월 17일)은 조선 전기의 문신으로, 자(字)는 청옥(淸玉), 본관은 청송(靑松)이다. 그의 자호는 전하지 않다가 도정 이만운(李萬運)이 지은 동헌보(東獻譜)에 수록된 자(字)가 알려지게 되었다 한다.
여섯째 동생 심종이 태조 이성계와 신의왕후의 둘째 딸 경선공주(慶善公主)와 혼인하여 외척이 되었고, 다시 다섯째 동생 심온의 딸이 정안대군의 아들 충녕군과 결혼했는데, 정안대군이 태종이 되고, 셋째 아들 충녕군은 충녕대군을 거쳐, 태종의 명으로 세자가 되고 왕위에 올라 왕실의 이중 인척이 되었다.
아버지는 조선의 개국공신 청성백 심덕부이고, 그는 심덕부의 일곱 아들 중 넷째 아들이다.

## 생애
1395년(태조 4년) 대장군(大將軍)으로 재직 중, 신덕왕후의 상중인데 술과 고기를 마신 일로 파직되었다. 뒤에 복직하여 가정대부 인수부윤(仁壽府尹)을 거쳐 1418년(세종 즉위년) 경창부윤(慶昌府尹)에 이르렀으나 1418년(세종 즉위년) 태종에 의해 심온이 사형당하여 그도 연좌되어 남해로 유배되었다. 뒤에 동래(東萊)로 이배되었고, 그의 아들 심석준(沈石雋)은 낙안(樂安)으로 유배되었다.
언제 석방되었는지는 불확실하지만, 석방되어 우거하다가 사망하였다. 1432년 4월 17일에 사망하였다. 그의 부인 여산 송씨는 충청도 여산에서 살다가 1438년 1월 16일 사망했다.

## 가계
- 아버지 : 심덕부 - 문하시중 · 영삼사사 · 문하부 좌정승 · 청성백
  - 형 : 심인봉 - 의흥삼군부 도총제
  - 형 : 심의구
  - 형 : 심계년 - 일명 : 심도생, 고려조 성주지사
  - 본인 : 심징 - 경창부윤
  - 부인 : 정부인 여산 송씨 - 전서 송의번의 딸 · 좌정승 여양부원군 송서의 손녀 · 낙랑부원군 송빈의 증손녀
    - 아들 : 심석준 - 군자감 판관 · 증 호조판서 · 양혜공(良惠公)
      - 손자 : 심선 - 경기도 관찰사 · 증 영돈녕부사
        - 증손자 : 심안인 - 경상우도 병마절도사 · 증 병조참판
          - 고손자 : 심빈 - 안성군수 · 증 이조판서
            - 5세손 : 심광언 - 형조판서 · 우참찬 · 호안공(胡安公)

        - 증손자 : 심안의 - 조선 세종의 부마 · 청성위 · 오위도총부 도총관 · 광덕의빈부의빈

  - 동생 : 심온 - 조선 세종의 국구 · 영의정 · 청천부원군
    - 조카 : 소헌왕후 - 조선 세종의 왕비
    - 조카 : 심준
    - 조카 : 심회 - 영의정 · 청송부원군
    - 조카 : 심결 - 영중추부사

  - 동생 : 심종 - 조선 태조의 부마 · 경상도 절도사 · 청원군
  - 동생 : 심정 - 고려 공양왕의 조카사위 · 의흥삼군부 동지총제
    - 조카 : 심말동 - 조선 성종의 후궁 숙용 심씨의 아버지 · 첨정

## 같이 보기
- 심덕부
- 심온
- 심종
- 심정
- 조선 세종
- 소헌왕후
- 심회
- 심결
- 심안의
- 심광언

## 참고 문헌
- 《태종실록》
- 《세종실록》
- 《청송심씨대동보》